# Cinema da Coreia do Norte

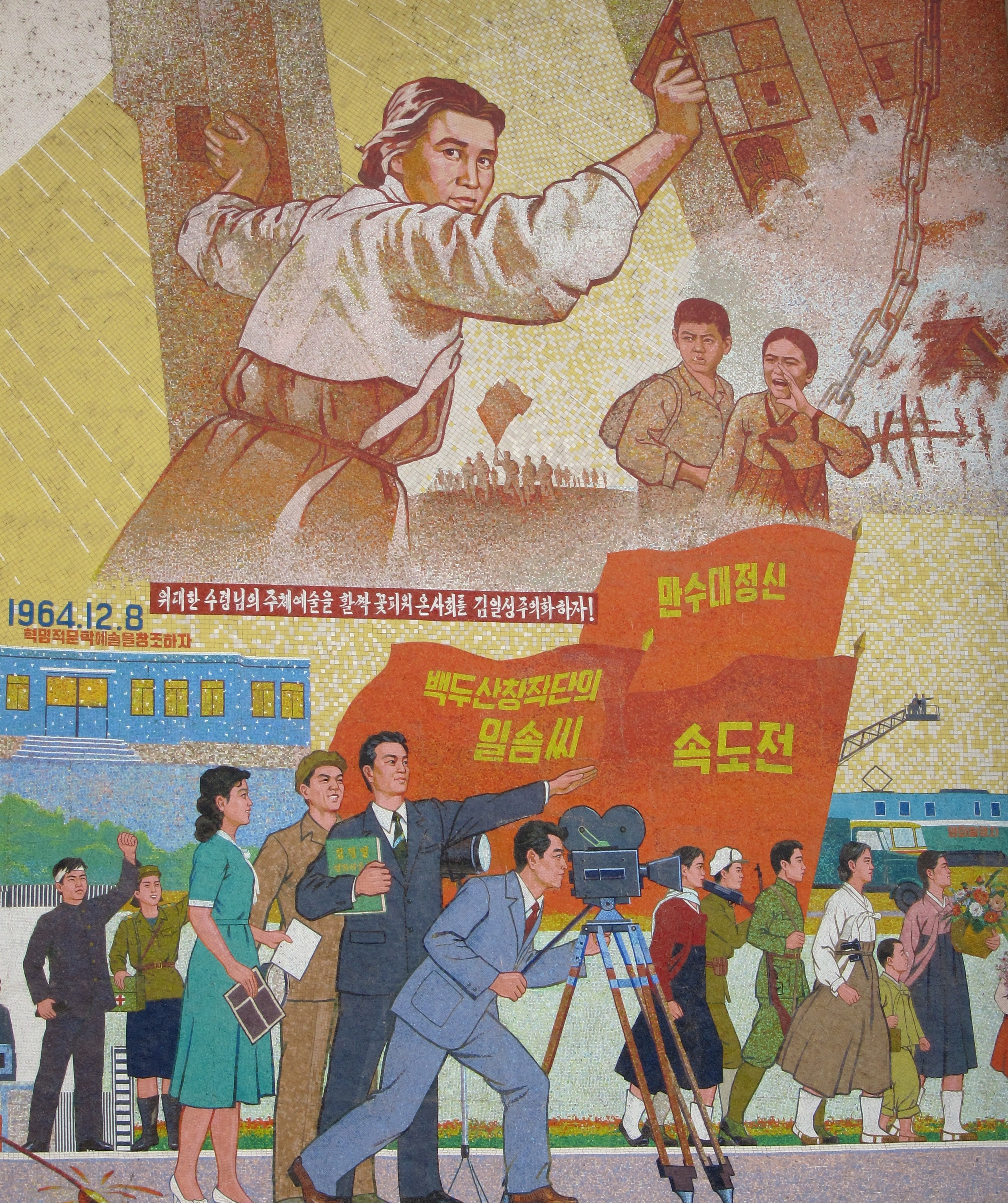
Mural do Estúdio de Artes de Pyongyang.

O cinema da Coreia do Norte começou após a divisão da Coreia, e foi mantido desde então pela dinastia Kim. Kim Il-sung e seu sucessor, Kim Jong-il, eram cinéfilos e queriam produzir filmes de propaganda sobre a ideologia Juche.
Toda a produção de filmes é supervisionada pelo Partido dos Trabalhadores da Coreia e normalmente são peças de propaganda. Porém, foram produzidos filmes que não são considerados propaganda política para a exibição internacional.

## Estúdios

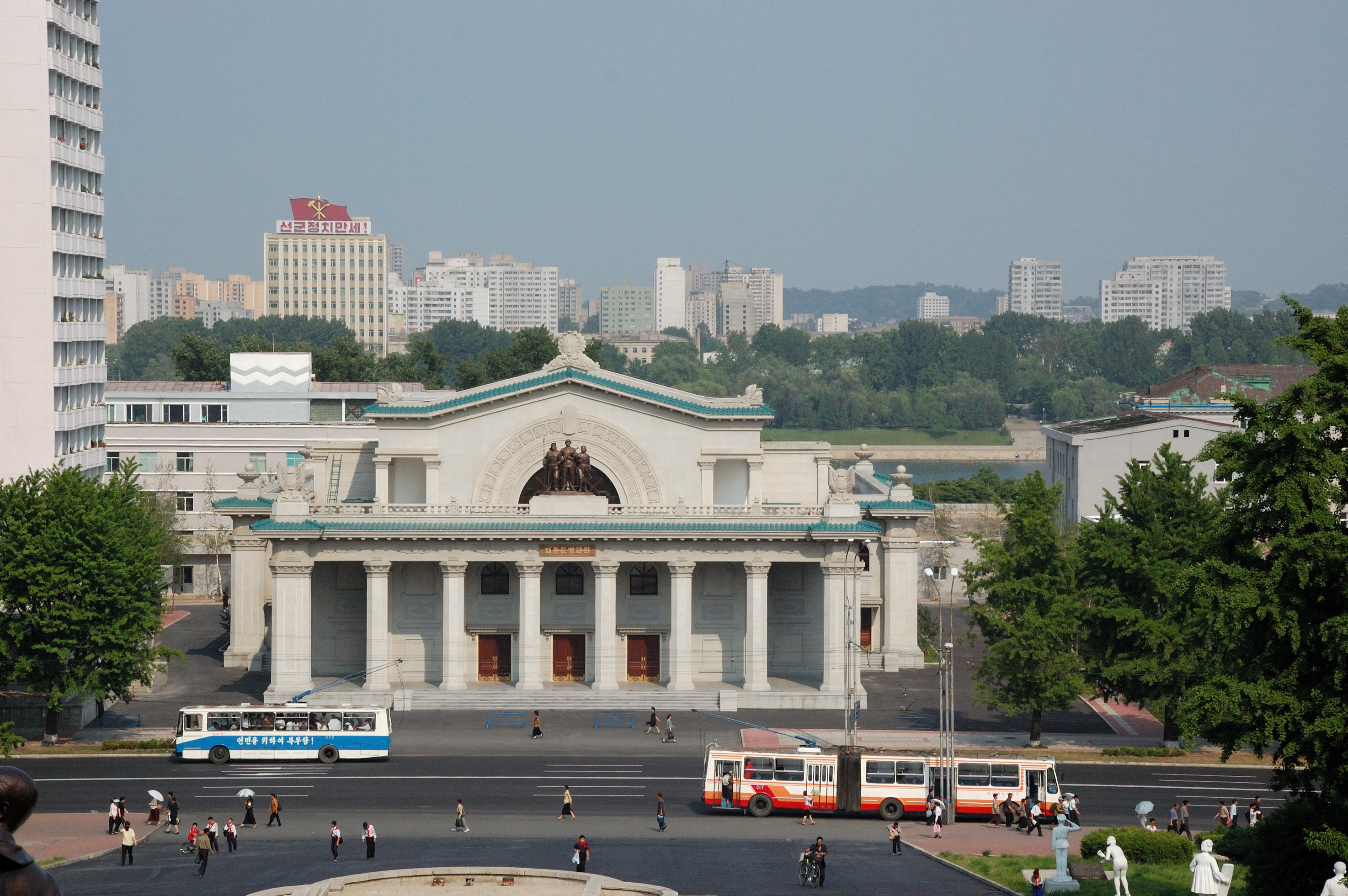
Cinema de Taedongmoon, em Pyongyang.

O principal produtor de filmes norte-coreanos é o Estúdio de Artes e Filmes da Coreia, um estúdio estatal fundado em 1947 localizado fora de Pyongyang. Outros estúdios do país são o Estúdio de Filmes Documentais da Coreia (fundado em 1946), Estúdio de Filmes do Exército Popular da Coreia de 25 de Abril (fundado em 1959, quando era conhecido como Estúdio de Cinema de 8 de Fevereiro) e o Korean Science and Educational Film Studio (fundado em 1953, também conhecido como Casa de Produção de Filmes Infantis de 26 de Abril e Science Educational Korea, ou SEK Studios). Estes estúdios produzem filmes, documentários, animações, filmes infantis e filmes científicos. De acordo com um relatório de 1992, o Estúdio de Longa-Metragem Coreano produzia cerca de quarenta filmes ao ano, enquanto os outros estúdios produziam outros quarenta.
Além de sua produção de animações domésticas, a SEK produziu animações para empresas estrangeiras. Os custos de produção na Coreia do Norte são muito baixos, mas sua boa qualidade é reconhecida. A SEK produziu as séries animadas da Mondo TV de Pocahontas e Simba the King Lion, além dos filmes Gandahar e Wanghu Simcheong.
Kim Il-sung, o líder norte-coreano, acreditava na máxima de Lenin: "Cinema é a mais importante de todas as artes". Desde a divisão das Coreias, os filmes norte-coreanos são constantemente usados como meios para transmitir a ideologia do governo para o povo. Um tema comum que permeia os filmes é o martírio e o sacrifício pela nação. Alguns exemplos são os filmes Destino de um Membro das Tropas de Autodefesa, baseado em um romance escrito por Kim Il-sung durante a luta contra a ocupação japonesa, e Mar de Sangue (1969). O segundo filme é uma adaptação de um romance onde uma fazendeira se torna um herói nacional ao lutar contra os japoneses.
Outro tema comum é a felicidade na sociedade norte-coreana. Alguns exemplos são Uma Família de Trabalhadores, A Aldeia Florida, O Girador e Quando as Maçãs São Colhidas. Todos eles ganharam o Prêmio do Povo antes de 1974.

## Estimativas de produção
É difícil de determinar o número de filmes produzidos pela Coreia do Norte. Em 1992, a Asiaweek reportou que o país produzia cerca de 80 filmes ao ano, e em 2001 a BBC reportou que eram produzidos cerca de 60 filmes ao ano. Johannes Schönherr, um dos presentes no Festival Internacional de Cinema de Pionguiangue em 2000, encontrou poucas evidências para a produção de filmes de fato. Ele percebeu que havia apenas um filme e um documentário no maior festival de cinema do país, e sugeriu que os altos números reportados incluem curtas, animações e episódios de séries de longa duração. Ele também citou um panfleto norte-coreano que continha uma lista de filmes produzidos no país até 1998. Havia 259 títulos, indicando que os anos 80 foi a década mais prolífica da Coreia do Norte, com uma produção de 15 a 20 filmes ao ano.
A revista da British Film Institute, Sight & Sound, reportou que entre os anos 60 e 90, a média de produção foi de 20 filmes ao ano. Porém, com a dificuldade econômica causada pelo colapso da União Soviética, a produção de filmes foi reduzida. Entre 2000 e 2009, foram produzidos cerca de 5 filmes ao ano.

## Festivais de cinema
O Festival Internacional de Cinema de Pionguiangue foi estabelecido em 1987 e ampliado em 2002. Hoje, ele ocorre a cada dois anos.

## História

### Anos 40 e 50
Depois da derrota do império japonês na Segunda Guerra Mundial e a divisão da Coreia, os cineastras do norte e do sul produziram os primeiros filmes de cada metade da península. O primeiro filme norte-coreano foi o documentário de 1946 chamado de Nossa Construção. Os primeiros longa-metragens foram Viva a Liberdade!, de 1946, e Minha Vila Natal, de 1949.
Por causa do isolamento do país e a falta de exportação de filmes, é difícil de determinar o número exato de filmes produzidos pela Coreia do Norte.
Quase todos os estúdios e os arquivos de cinema foram destruídos durante a Guerra da Coreia, e após 1953 os estúdios precisaram ser reconstruídos.

### Anos 60 e 70
O Girador (1964) e Boidchi annun dchonson (1965) foram produzidos nessa década. Mar de Sangue, considerado um dos melhores filmes norte-coreanos, foi produzido em 1969. O corredor de entrada do Estúdio de Longa-Metragem Coreano contém um mural do "Querido Líder" Kim Jong-Il surpervisionando a produção do filme. Ele é um filme em preto e branco dividido em duas partes, com respectivamente 125 e 126 minutos.
Em 1966, Kim Il-sung fez um famoso discurso sobre a ideologia Juche, dizendo que "[n]ossa arte deveria se desenvolver em um modo revolucionário, refletindo o conteúdo socialista na forma nacional". O tratado sobre cinema de 1973, Sobre a Arte do Cinema, de Kim Jong-il, desenvolve a ideia de Juche aplicada aos filmes, afirmando que o cinema deve ajudar a desenvolver o povo ao estado de "verdadeiros comunistas" como meio de "erradicar completamente seus elementos capitalistas". A natureza ideológica do cinema norte-coreano dos anos 70 pode ser vista em filmes como A Canção do Povo ao Líder Fraternal e Os Raios de Juche Se Espalham Pelo Mundo.
Heróis Desconhecidos é um filme de espionagem dividido em 20 partes sobre a Guerra da Coreia que foi lançado entre 1978 e 1981. Ele se tornou conhecido fora da Coreia duas décadas depois, por Charles Robert Jenkins, um desertor da United States Forces Korea, ter atuado como um dos vilões, o esposo de uma das protagonistas.
Os filmes norte-coreanos conquistaram uma grande audiência na China durante a Revolução Cultural.

### Anos 80 e 90
Com 14 menções, os anos 80 é a década que o cinema norte-coreano esteve melhor representado no IMDb. Houve uma possível mudança na temática dos filmes, que não eram mais tão inclinados ao ensinamento da ideologia Juche. Alguns exemplos são a produção de histórias populares como Chunhyang-jon (1980 - 155 min.) e Hong kil dong (coreano: 홍길동) (1986 - 115 min.). Provavelmente, o filme norte-coreano mais conhecido internacionalmente é o épico de monstro gigante Pulgasari (coreano: 불가사리) (1985), dirigido pelo então sequestrado diretor sul-coreano Shin Sang-ok. Também foram produzidos múltiplos filmes que promoviam a ideologia Juche, como Estrela da Coreia e O Sol da Nação. Durante este período, também foi reportado que a animação norte-coreana doméstica era menos dogmática, o que resultou em uma audiência maior. Ao menos uma coprodução internacional foi produzida na Coreia do Norte, o filme Ten Zan: The Ultimate Mission, dirigido pelo italiano Ferdinando Baldi e estrelando o ator americano Frank Zagarino. Norodom Sihanouk, um diretor e ex-rei do Camboja, estava entre os bons amigos de Kim Il-sung. Por isso, após o seu exílio da Camboja, ele produziu quatro filmes na Coreia do Norte. O primeiro foi A Cidade Misteriosa, de 1988.
O IMDb lista apenas quatro filmes norte-coreanos dos anos 90. Nação e Destino, (coreano: 민족과 운명; MR: Minjokgwa ummyeong) é uma série de filmes de 62 partes lançados de 1992–2002 sobre pessoas norte-coreanas como o general Choe Deok-sin (partes 1–4) e o compositor Yun I-sang (partes 5–8).

### Anos 2000 e presente
Os anos 2000 parecem ter sido relativamente produtivos para o cinema norte-coreano, com cinco listas de filmes até então. Como um sinal de retomada de relações diplomáticas, o filme animado Wanghu simcheong (2005) é uma coprodução entre as Coreias do Norte e Sul. É reportado que ele foi lançado simultaneamente em ambos os países. Outra coprodução recente entre ambos os países é a série de televisão de animação 3D Gato Preguiçoso Dinga.